# Коккулус лавролистный
Коккулус лавролистный (лат. Cocculus laurifolius) — вид цветковых растений входящий в род Коккулус (Cocculus) семейства Луносемянниковые (Menispermaceae).
Очень декоративен густой, блестящей, яркой зеленью.

## Распространение и экология
В природе ареал вида охватывает Индию, Японию, Тайвань и Индокитай.

## Ботаническое описание
Вечнозелёный кустарник высотой до 4 м. Ветви густые, прямостоящие или свешивающиеся, тонкие, зигзагообразно изогнутые в узлах.
Листья от удлиненно эллиптических до ланцетных, длиной 12—15 см, шириной 4—5 см, с клиновидным основанием, на вершине слегка заострённо-оттянутые, но затем на самом кончике вдруг обрубленно-закруглённые и вновь очень коротко заострённые; жилкование пальчатое, средняя жилка перисторазветвлённая, заканчивается в острие листа, а две боковые, огибающие лист вдоль краев, в верхней трети листа сливаются с разветвлениями средней жилки; пластинка листа кожистая, с обеих сторон голая, блестящая, сверху ярко-зелёная, снизу бледнее. Черешки длиной 1—1,5 см, изогнутые.
Цветки в метёлках или кистях. Чашелистиков 6—9; лепестков 6, с ушкамию. Тычинки свободные, пыльники округлые; пестиков 3—6 с округловатыми рыльцами.
Плод — почти шаровидная костянка.